# Podarcis lilfordi rodriquezi
Podarcis lilfordi rodriquezi és una subespècie de la sargantana gimnèsia que habitava a l'Illa de ses Rates (Menorca), dins el Port de Maó, a la costa Est de Menorca i que s'extingí en desaparèixer aquest illot, que fou dinamitat entre 1934 i 1936. Els exemplars, de complexió robusta, presentaven el dors de color terrós/oliva, amb tendència al blau. Les extremitats eren verdoses, i la cua era de color verd blavós. El ventre era roig o groc, amb taques negres, blaves o verdes.